# Anchon brunneum
Anchon brunneum är en insektsart som beskrevs av William D. Funkhouser 1937. Anchon brunneum ingår i släktet Anchon och familjen hornstritar. Inga underarter finns listade i Catalogue of Life.